# Encore: Movie Partners Sing Broadway
Encore: Movie Partners Sing Broadway (в превод „Бис: партньори от киното пеят песни от „Бродуей“) е трийсет и петият студиен албум на американската певица и текстописка Барбра Страйсънд, издаден на 26 август 2016 година от музикалната компания Кълъмбия Рекърдс.

## Песни
| 1.  | At the Ballet (дует с Ан Хатауей и Дейзи Ридли) (от музикъла A Chorus Line)                                                      | 7:30 |
| 2.  | Loving You (дует с Патрик Уилсън) (от музикъла Passion)                                                                          | 3:30 |
| 3.  | Who Can I Turn To (When Nobody Needs Me) (дует с Антъни Нюли) (от музикъла The Roar of the Greasepaint – The Smell of the Crowd) | 4:24 |
| 4.  | The Best Thing That Has Ever Happened (дует с Алек Болдуин) (от музикъла Road Show)                                              | 3:13 |
| 5.  | Any Moment Now (дует с Хю Джакман) (от непродуцирана версия на музикъла Smile)                                                   | 4:45 |
| 6.  | Anything You Can Do (дует с Мелиса Маккарти) (от музикъла Annie Get Your Gun)                                                    | 3:12 |
| 7.  | Pure Imagination (дует със Сет Макфарлън) (от филма „Уили Уонка и шоколадовата фабрика“)                                         | 4:12 |
| 8.  | Take Me to the World (дует с Антонио Бандерас) (от музикъла Evening Primrose)                                                    | 4:16 |
| 9.  | I'll Be Seeing You/I've Grown Accustomed to Her Face (дует с Крис Пайн) (от музикълите Right This Way и My Fair Lady)            | 4:41 |
| 10. | Climb Ev'ry Mountain (дует с Джейми Фокс) (от музикъла The Sound of Music)                                                       | 3:58 |

| 11. | I Didn't Know What Time It Was (от музикъла Too Many Girls) |  |
| 12. | Not a Day Goes By (от мюзикъла Merrily We Roll Along)       |  |
| 13. | Fifty Percent (от мюзикъла Ballroom)                        |  |
| 14. | Losing My Mind (от мюзикъла Follies)                        |  |

|  | Тази страница частично или изцяло представлява превод на страницата Encore: Movie Partners Sing Broadway в Уикипедия на английски. Оригиналният текст, както и този превод, са защитени от Лиценза „Криейтив Комънс – Признание – Споделяне на споделеното“, а за съдържание, създадено преди юни 2009 година – от Лиценза за свободна документация на ГНУ. Прегледайте историята на редакциите на оригиналната страница, както и на преводната страница, за да видите списъка на съавторите. ВАЖНО: Този шаблон се отнася единствено до авторските права върху съдържанието на статията. Добавянето му не отменя изискването да се посочват конкретни източници на твърденията, които да бъдат благонадеждни. |